# Kent Kinnear
Kent Kinnear, né le 30 novembre 1966 à Naperville, est un ancien joueur de tennis professionnel américain.
Il a été finaliste en double aux Masters d'Indian Wells et de Miami.

## Carrière
Il commence sa carrière en 1988 à l'issue de son cursus à l'Université de Clemson où il obtient un diplôme en gestion des administrations.
Principalement joueur de double, ses meilleurs résultats ont été obtenus lors de son association avec son compatriote Sven Salumaa. Il parvient notamment en finale des Masters d'Indian Wells et de Miami en 1992 et il atteint les huitièmes de finale du double au Tournoi de Wimbledon en 1992 et à l'Open d'Australie en 1993 (également en 1997 avec Chris Woodruff en bénéficiant d'un abandon en 1/16). On peut ajouter à cette association la finale de l'ATP 500 Series du Classic d'Indianapolis en 1991. Il atteint également la finale de l'Championship Series de l'Open du Japon en 1990 avec Brad Pearce.
En simple, il est huitième de finaliste à Indianapolis sur le circuit ATP et vainqueur des tournois Challenger de Puebla en 1991 et de Perth en 1992. À Indianapolis en 1994, il bat Jason Stoltenberg no 23 par abandon et à Dubaï en 1995, il bat Alexander Volkov no 37. Il a affronté un top 10 Andre Agassi, alors no 6 mondial.
Il a joué en double mixte avec ses compatriotes : Gretchen Rush, Rosalyn Fairbank, Camille Benjamin, Wendy White et Robyn Field. Après une première tentative qui l'emmenera en 1/4 de finale de l'Open d'Australie 1993, il ne jouera plus qu'avec la japonaise Nana Miyagi.
Après sa carrière, il devient notamment entraineur adjoint de tennis à l'Université de l'Illinois.

## Palmarès

### Titres en double messieurs
| No | Date       | Nom et lieu du tournoi                | Catégorie    | Dotation  | Surface         | Partenaire         | Finalistes                     | Score    |  |
| -- | ---------- | ------------------------------------- | ------------ | --------- | --------------- | ------------------ | ------------------------------ | -------- |  |
| 1  | 09-09-1991 | Phillips Open Brasilia                | World Series | 225 000 $ | Moquette (ext.) | Roger Smith        | Ricardo Acioly Mauro Menezes   | 6-4, 6-3 |  |
| 2  | 17-10-1994 | Salem Open Pékin                      | World Series | 295 000 $ | Moquette (int.) | Tommy Ho           | David Adams Andreï Olhovskiy   | 7-6, 6-3 |  |
| 3  | 31-07-1995 | Infiniti Open Los Angeles             | World Series | 303 000 $ | Dur (ext.)      | Brent Haygarth     | Scott Davis Goran Ivanišević   | 6-4, 7-6 |  |
| 4  | 08-09-1997 | Bournemouth International Bournemouth | World Series | 375 000 $ | Terre (ext.)    | Aleksandar Kitinov | Alberto Martín Chris Wilkinson | 7-6, 6-2 |  |

### Finales en double messieurs
| No | Date       | Nom et lieu du tournoi                                  | Catégorie              | Dotation    | Surface         | Vainqueurs                         | Partenaire         | Score         |          |
| -- | ---------- | ------------------------------------------------------- | ---------------------- | ----------- | --------------- | ---------------------------------- | ------------------ | ------------- | -------- |
| 1  | 09-04-1990 | Tournoi de tennis du Japon Tokyo                        |                        | 825 000 $   | Dur (ext.)      | Mark Kratzmann Wally Masur         | Brad Pearce        | 3-6, 6-3, 6-4 |          |
| 2  | 15-04-1991 | KAL Cup Korea Open Séoul                                | World Series           | 140 000 $   | Dur (ext.)      | Alex Antonitsch Gilad Bloom        | Sven Salumaa       | 7-6, 6-1      |          |
| 3  | 12-08-1991 | GTE US Men's Hardcourt Championships Indianapolis       | Championship Series    | 825 000 $   | Dur (ext.)      | Ken Flach Robert Seguso            | Sven Salumaa       | 6-4, 6-3      |          |
| 4  | 24-02-1992 | Purex Championships Scottsdale                          | World Series           | 235 000 $   | Dur (ext.)      | Mark Keil Dave Randall             | Sven Salumaa       | 4-6, 6-1, 6-2 |          |
| 5  | 02-03-1992 | Newsweek Champions Cup Indian Wells                     | Championship Series SW | 1 075 000 $ | Dur (ext.)      | Steve DeVries David Macpherson     | Sven Salumaa       | 4-6, 6-3, 6-3 | Parcours |
| 6  | 13-03-1992 | Lipton International Players Championships Key Biscayne | Championship Series SW | 1 325 000 $ | Dur (ext.)      | Ken Flach Todd Witsken             | Sven Salumaa       | 6-4, 6-3      | Parcours |
| 7  | 19-10-1992 | CA Tennis Trophy Vienne                                 | World Series           | 280 000 $   | Moquette (int.) | Ronnie Båthman Anders Järryd       | Udo Riglewski      | 6-3, 7-5      |          |
| 8  | 18-04-1994 | KAL Cup Korea Open Séoul                                | World Series           | 188 750 $   | Dur (ext.)      | Stéphane Simian Kenny Thorne       | Sébastien Lareau   | 6-4, 3-6, 7-5 |          |
| 9  | 04-07-1994 | Miller Lite Hall of Fame Championships Newport (RI)     | World Series           | 215 000 $   | Gazon (ext.)    | Alex Antonitsch Greg Rusedski      | David Wheaton      | 6-4, 3-6, 6-4 |          |
| 10 | 09-10-1995 | Joyce Eisenberg Israel Open Tel Aviv                    | World Series           | 250 000 $   | Dur (ext.)      | Jim Grabb Jared Palmer             | David Wheaton      | 6-4, 7-5      |          |
| 11 | 08-01-1996 | Indonesian Open Jakarta                                 | World Series           | 303 000 $   | Dur (ext.)      | Rick Leach Scott Melville          | Dave Randall       | 6-1, 2-6, 6-1 |          |
| 12 | 08-04-1996 | Salem Open Hong Kong                                    | World Series           | 303 000 $   | Dur (ext.)      | Patrick Galbraith Andreï Olhovskiy | Dave Randall       | 6-3, 6-7, 7-6 |          |
| 13 | 22-04-1996 | Seoul Open Séoul                                        | World Series           | 203 000 $   | Dur (ext.)      | Rick Leach Jonathan Stark          | Kevin Ullyett      | 6-4, 6-4      |          |
| 14 | 07-07-1997 | Miller Lite Hall of Fame Championships Newport (RI)     | World Series           | 255 000 $   | Gazon (ext.)    | Justin Gimelstob Brett Steven      | Aleksandar Kitinov | 6-3, 6-4      |          |
| 15 | 02-03-1998 | Franklin Templeton Tennis Classic Scottsdale            | Int' Series            | 315 000 $   | Dur (ext.)      | Cyril Suk Michael Tebbutt          | David Wheaton      | 4-6, 6-1, 7-6 |          |

## Parcours en Grand Chelem

### En double mixte
| Année | Open d'Australie            | Open d'Australie             | Roland-Garros | Roland-Garros | Wimbledon | Wimbledon | US Open | US Open |
| ----- | --------------------------- | ---------------------------- | ------------- | ------------- | --------- | --------- | ------- | ------- |
| 1995  | 1er tour (1/16) Nana Miyagi | Rennae Stubbs Scott Davis    |               |               |           |           |         |         |
| 1996  | 1er tour (1/16) Nana Miyagi | Nicole Arendt Luke Jensen    |               |               |           |           |         |         |
| 1997  | 1er tour (1/16) Nana Miyagi | Anna Kournikova Mark Knowles |               |               |           |           |         |         |

Sous le résultat, la partenaire ; à droite, l'ultime équipe adverse.